# 日韓議定書
日韓議定書（にっかんぎていしょ）は、1904年（明治37年）2月23日に、日本と大韓帝国（韓国）との間で締結した条約である。

## 概要
漢城（現：ソウル）において、日本の特命全権公使林権助と韓国の外部大臣臨時署理李址鎔が調印した。
日本による、韓国施政忠告権や臨検収用権など、日本側に有利な条項もあるが、反面、日本政府は、韓国皇室、韓国の独立及び領土を確実に保障し、片務的防衛義務を負うなどとしており、一方的に日本に有利なものとはなっていない。

## 背景
1904年（明治37年）1月21日、韓国政府は日露交戦の折には戦時局外中立をすると宣言、清をはじめイギリス、フランス、ドイツなどがこれを承認した。
同年2月5日、参謀本部は近衛・第二・第一ニの三師団を動員し、これを第一軍とし、黒木為楨をその司令官として韓国のロシア軍を一掃する事とした。
同年2月9日、仁川沖海戦が起こる。日本の艦隊は露艦ヴァリャーグとコレーエツおよび露船スンガリーを攻撃してこれを爆沈した。
同日、第一軍の第一二旅団を韓国臨時派遣として仁川へ上陸させ、その後漢城へ進駐した。「ロシア兵が義州方面から南下し平壌附近の形勢をうかがい、まさにこれを攻撃するかの様である。」との情報を得た為に、木越安綱は小泉大尉に一中隊の兵を授けて平壌に急行させた。
同年2月23日議定書を締結する。28日、「百名未満のロシア兵が平壌の北約一里半の地に現れた。」との情報を得る。斥候五騎を派遣して事実関係を確かめさせた。ロシア兵は斥候を見ると直ちに射撃を開始した。斥候は撤退し、ロシア兵は平壌まで追跡した。彼らの距離が200m程になると七星門を守っていた日本兵が一斉射撃を加え敵はたちまち逃げ去った。これが日露戦争における最初の陸戦となった。
日露戦争において、補給上重要な韓国における、日本軍の通行権などを確保する目的があったと言われている。

## 主な内容
締結された議定書の主な内容は以下の通りである。

### 訳文（抄訳）
大日本帝国皇帝陛下の特命全権公使林権助および大韓帝国皇帝陛下の外部大臣臨時署理陸軍参将李址鎔は各相当の委任を受け左の条款を協定す
第一条
- 日韓両国間に恒久不易の親交を保持し、東洋の平和を確立するため韓国政府は日本政府を確信し施設の改善に関し、その忠告を受け入れること

第二条
- 日本政府は韓国の皇室を確実なる親睦をもって安全康寧に務めること

第三条
- 日本政府は韓国の独立および領土保全を確実に保証する事

第四条
- 第三国の侵害により、もしくは内乱のため韓国の皇室の安寧、あるいは領土の保全に危険がある場合は、日本政府は速やかに臨機必要の措置を取るべし。そして韓国政府は日本政府の行動を容易にするため、十分なる便宜をあたえる事

第五条
- 両国政府は相互の承認なしに将来本協約の趣意に違反する協約を第三国との間に結ばないこと

第六条
- 本協約に関連する細々とした条項は日本国代表者と韓国外部大臣との間に臨機協定する事